# Martin Husmann
Martin Husmann (* 12. März 1967 in Bochum) ist ein deutscher TV- und Filmproduzent.

## Leben
Zu Beginn seiner Karriere arbeitete Husmann als freier Journalist im Bereich Printmedien für die Redaktion Essen-Kettwig der BILD NRW. Im Anschluss absolvierte er an der Axel-Springer-Journalistenschule seine Ausbildung zum Journalisten, die er 1991 erfolgreich abschloss.
In der Folge wirkte er als Nachrichtenredakteur bei Tele 5 in München und später als Leiter des Berliner Büros des Senders. 1994 produzierte Husmann als freier Journalist einige TV-Beiträge, die u. a. im Rahmen von Stern TV und Brisant ausgestrahlt wurden. Ende desselben Jahres begann er in leitender Funktion, eine Reportageredaktion bei RTL II aufzubauen. Als neues Format konnte er dort Exklusiv – die Reportage etablieren.
Im Oktober des Jahres 1997 gründete Husmann in München die blue eyes Film & Television GmbH & Co. KG, bei der er Alleiniger Gesellschafter und Geschäftsführer ist. Das Unternehmen hat sich auf die Produktion von Dokumentarfilmen, Dokutainment-Specials, Doku-Soaps und Unterhaltungssendungen spezialisiert.
2001 schuf er mit der ebenfalls in München angesiedelten blue eyes Sound & Motion einen Verlag zur Auswertung von Musik- und Buchrechten.
Im Jahr 2003 folgte dann blue eyes Fiction, ein Unternehmen, mit dem Husmann seither fiktionale Filme produziert. 2004 gründete er zudem den Filmverleih blue eyes Pictures.
Martin Husmann lebt in München. Er hat zwei erwachsene Söhne.

## Filmografie (Auswahl)
- Im Palast des Maharadschas
- Phoenix – Leben nach dem Feuer
- Jung,ledig,sucht…
- Verliebt, verlobt, vermasselt…
- Schnulleralarm
- XXL – Abenteuer Großfamilie
- Ärger im Revier
- Die Alm
- Die Burg
- Cold Case Files
- 3° kälter[1]
- Bones[2]
- Hexe Lilli – Der Drache und das magische Buch[3]